# Yamandu Costa

Yamandu Costa

Yamandú Costa (* 24. Januar 1980 in Passo Fundo, Rio Grande do Sul) ist ein brasilianischer Gitarrist und Komponist. Sein bevorzugtes Instrument ist die brasilianische siebensaitige Gitarre (violão de sete cordas).

## Leben und Wirken
Yamandu Costa ist der Sohn der Sängerin Clari Marson und Algacir Costas, der Gitarrist und Trompeter der Gruppe Os Fronteiriços war. Er begann im Alter von sieben Jahren Gitarre zu lernen, zunächst von seinem Vater, später bei Lúcio Yanel, einem argentinischen Virtuosen. Als Jugendlicher studierte er die Volksmusik Südbrasiliens, Argentiniens und Uruguays. Beeinflusst wurde sein Spiel durch die brasilianischen Musiker Radamés Gnattali, Baden Powell de Aquino, Antônio Carlos Jobim, Dino 7 Cordas und Raphael Rabello. Sein Repertoire beinhaltet viele verschiedene Musikstile wie Choro, Bossa Nova, Milonga, Tango, Samba oder Chamamé. 
Yamandu Costa erhielt mittlerweile als Gitarrist eine Reihe renommierter Preise und gibt Konzerte in vielen Ländern rund um den Erdball. 2005 wirkte er in dem Dokumentarfilm Brasileirinho über die Musik des Choro von Mika Kaurismäki mit. Sein Solokonzert auf dem französischen Festival Jazz à Porquerolles 2016 wurde von Arte aufgezeichnet und Anfang 2017 gesendet. Mit dem Akkordeonisten Vincent Peirani trat er am 18. November 2022 im Rahmen der NDR-Jazzkonzerte im Hamburger Rolf-Liebermann-Studio im Duo auf.

## Werkauswahl
- À nossa (mit Armandinho)
- Aurora
- Bahia X Grêmio (mit Armandinho)
- Besteira
- Chamamé
- Chorando por amizade
- Cristal

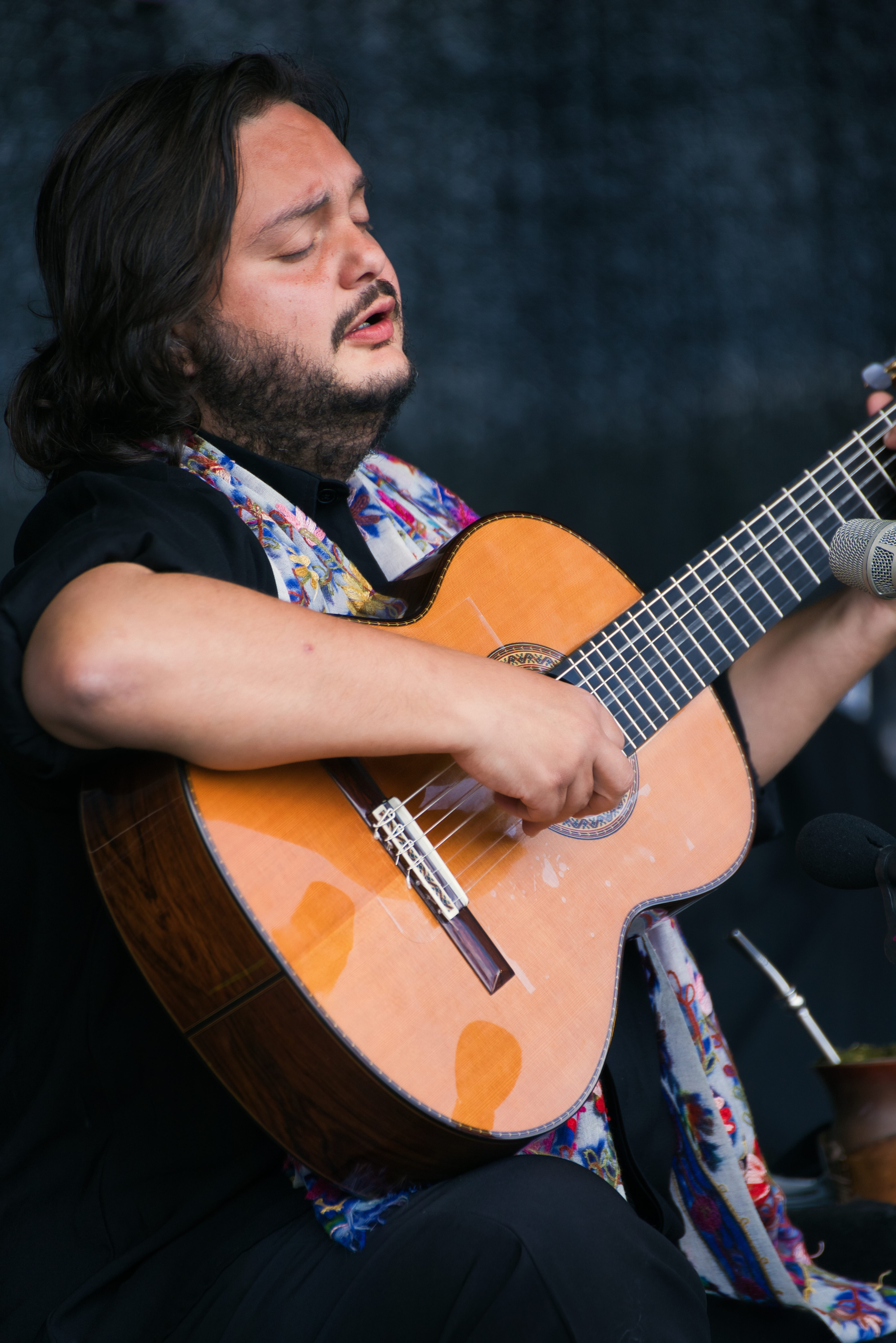
Yamandu Costa auf dem INNtöne Jazzfestival 2021

- Galderismo (fantasia sobre temas gaúchos)
- Mariana
- Paz de Maria
- Tango amigo
- Tareco número 2

## Diskographie (Auswahl)

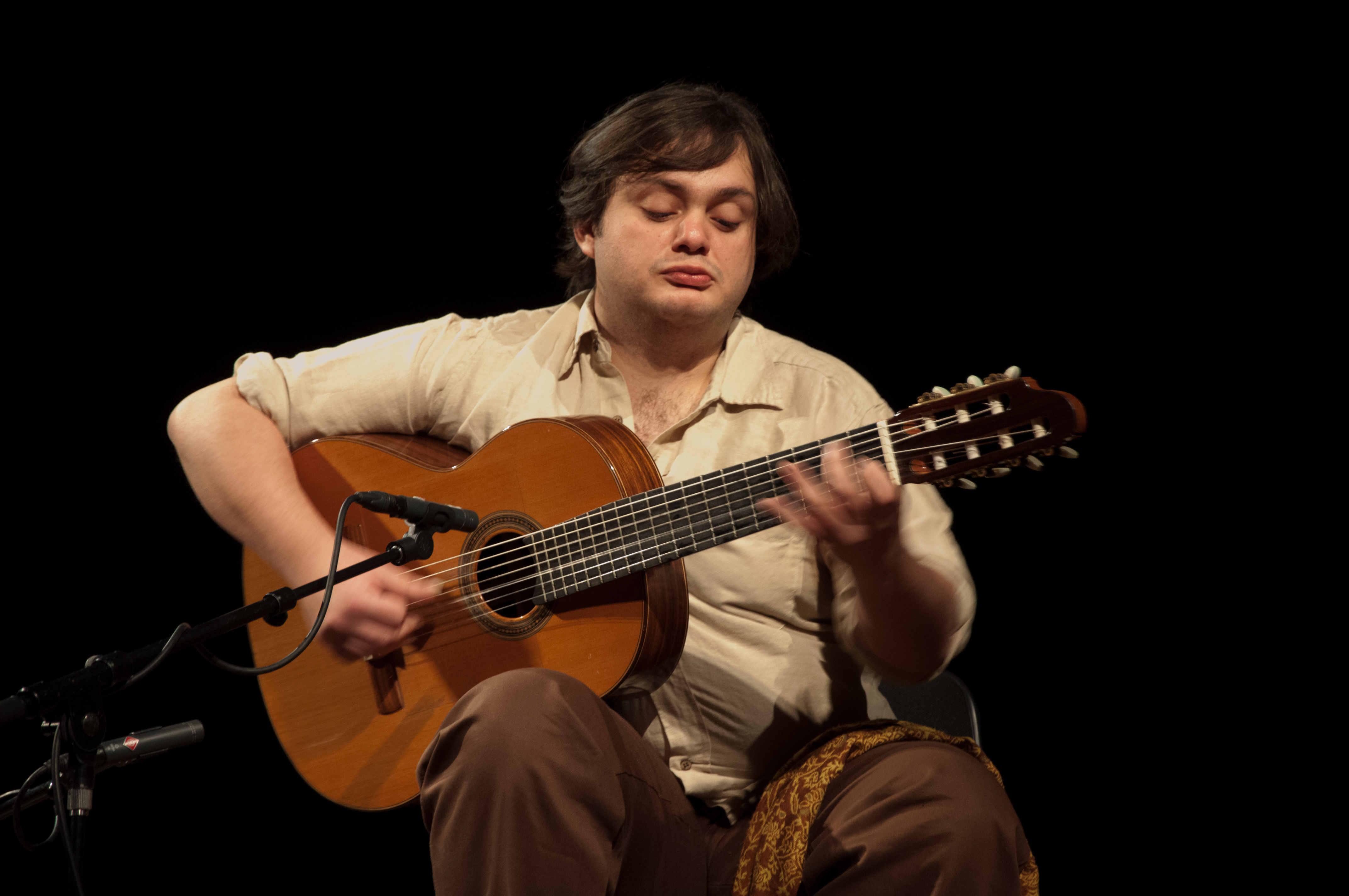
Yamandu Costa (2009)

- Dois Tempos (mit Lúcio Yanel), 2000, CD
- Yamandu - Prêmio Visa, 2001, CD
- Yamandú Costa: Yamandú ao vivo, 2003, CD
- Villaggio Café (Sampler), 2003, CD
- El negro del blanco (mit Paulo Moura), 2004, CD
- Yamandu Costa ao vivo, 2005, DVD
- Brasileirinho, 2005, CD
- Música do Brasil, Vol. I, 2005, DVD
- Vinícius de Moraes, 2006, CD
- Tokyo Session, 2006, CD
- Ida e volta, 2007, CD
- Yamandu Costa, Dominguinhos: Yamandu + Dominguinhos, 2007, CD
- Mafuá, Solo, 2008, CD, Label Biscoito Fino
- Yamandú Valter, 2010, CD, Universal
- Luz da Aurora (mit Hamilton de Holanda), 2010, CD, nominiert für den Latin Grammy 2010 de Melhor Disco Instrumental.[3]
  - auch als US-amerikanische Ausgabe unter dem Namen Yamandu Costa & Hamilton de Holanda Live!
- Lida, 2011, CD und DVD, label Biscoito Fino
- Yamandu Costa, Rogério Caetano Yamandu Costa & Rogério Caetano, 2012, CD, Label Delira Música
- Continente (mit Guto Wirtti und Arthur Bonilla), 2013, CD, Label Biscoito Fino
- Bailongo (mit Guto Wirtti), 2014, CD
- Recanto, 2017, CD
- Yamandú Costa, Ricardo Herz: Yamandú Costa, Ricardo Herz, 2018, CD
- Renato Borghetti & Yamandu Costa BorghettiYamandu, 2018, CD

## Belege
1. ↑  Yamandu Costa auf dem Jazzfestival in Porquerolles, abgerufen am 4. Februar 2017.
2. ↑  Michael Neuhauser: Französisch-brasilianisches Power-Duo: Akkordeonist Vincent Peirani und Gitarrist Yamandu Costa 2022 in Hamburg. In: Ö1. 28. April 2023, abgerufen am 18. Mai 2023.
3. ↑  http://yamandu.com.br/release/luz-da-aurora/

| Personendaten    | Personendaten                           |
| ---------------- | --------------------------------------- |
| NAME             | Costa, Yamandu                          |
| ALTERNATIVNAMEN  | Costa, Yamandú                          |
| KURZBESCHREIBUNG | brasilianischer Gitarrist und Komponist |
| GEBURTSDATUM     | 24. Januar 1980                         |
| GEBURTSORT       | Passo Fundo, Rio Grande do Sul          |